# Tokugawa Iesada
En aquest nom japonès, el cognom és Tokugawa.
Tokugawa Iesada (徳川 家定 (6 de maig de 1824 — 14 d'agost de 1858) va ser el tretzè shogun del Shogunat Tokugawa del Japó que va estar en el poder només cinc anys, des de 1853 fins al 1858. El seu shogunat va perdre força gradualment durant aquest cinc anys. Va pujar el poder després de l'episodi dels Vaixells Negres, que és que creu que va ser la causa de la malaltia i mort del seu pare Ieyoshi, Iesada va ser responsable pels Tractats desiguals firmats en la Convenció de Kanagawa (Tractat d'amistat Anglo-Japonès, Tractat Harris, Tractat d'Amistat i Comerç Anglo-Japonès) que van trencar el sakoku i van obrir les Fronteres Japoneses a les influències estrangeres, obrint el camí al Bakumatsu.